# 波号第二百三十五潜水艦
波号第二百三十五潜水艦（はごうだいにひゃくさんじゅうごせんすいかん）は、日本海軍の未成潜水艦。波二百一型潜水艦の1隻。戦後解体された。

## 艦歴
マル戦計画の潜水艦小、第4911号艦型の35番艦、仮称艦名第4945号艦として計画。1945年6月1日、川崎重工業泉州工場で仮称艦名第4943号艦と同時に起工。
終戦時未成。8月17日、工事中止が発令され工程10%で工事中止。のち、川崎重工業泉州工場で解体された。